# Point 24
Point 24 était un journal quotidien gratuit fondé en 2006 et diffusé au Luxembourg. Il possédait un recto en français et un verso en allemand, qui ne traitaient pas toujours des mêmes événements.
Depuis janvier 2011, Point 24 existait en une version intégralement en français et une version entièrement en allemand, en format demi-tabloïde.
Depuis février 2011, une édition portugaise paraissait également tous les mardis et vendredis (bihebdomadaire).
Alors que la rédaction de Point24 français était assurée par la même rédaction que le quotidien La Voix du Luxembourg, l'édition allemande était produite par le Luxemburger Wort. L'édition portugaise était assurée par le journal Contacto.
Point24 était une marque du groupe Saint-Paul Luxembourg.
Face à la concurrence de journal gratuit L'essentiel, le journal se voit contraint de cesser sa publication le 21 décembre 2012.